# Dimitri Sartison
Dimitri Sartison (* 4. Februar 1980 in Rudny, Kasachische SSR) ist ein ehemaliger deutscher Profiboxer und WBA-Weltmeister im Supermittelgewicht.

## Amateurkarriere
Sartison kam 1993 mit seiner Familie als Spätaussiedler nach Deutschland und folgte seinem Bruder Ernest zum Boxsport, wo er für den Boxclub Gifhorn antrat und insgesamt 115 Amateurkämpfe bestritt. Er gewann 1997 Bronze im Weltergewicht bei der Junioren-Europameisterschaft in Birmingham und 1998 Silber im Weltergewicht bei der Junioren-Weltmeisterschaft in Buenos Aires.
Bei den Erwachsenen wurde er 1999 Deutscher Vizemeister im Weltergewicht und 2000 Vizemeister im Halbmittelgewicht, sowie 2002 Deutscher Meister im Mittelgewicht. Bei der Weltmeisterschaft 2003 in Bangkok schied er im Achtelfinale gegen Oleh Maschkin aus.

## Profikarriere
Der gelernte Industriemechaniker wurde nach Empfehlung des Nationaltrainers Helmut Ranze vom Boxmanager Dietmar Poszwa als erster Profiboxer von dessen neuem Boxstall Spotlight Boxing unter Vertrag genommen, sein Trainer wurde Magomed Schaburow.
Am 21. Juni 2008 boxte er in Brøndby erstmals um den WBA-Weltmeistertitel im Supermittelgewicht, verlor den Kampf jedoch durch KO in der zwölften Runde gegen Mikkel Kessler. Nachdem Kessler von der WBA zum Super Champion aufgewertet worden war, konnte Sartison am 21. November 2009 in Kiel erneut um den vakanten und regulären WBA-Weltmeistertitel im Supermittelgewicht antreten. Dabei siegte er durch TKO in der fünften Runde, nach einem Kampfabbruch aufgrund einer Augenverletzung, gegen Stjepan Božić. Am 31. Juli 2010 gewann er eine Titelverteidigung einstimmig gegen Khoren Gevor.
Im Juli 2011 wurde von der WBA bekanntgegeben, dass Sartison den WM-Titel niedergelegt habe. Zuvor waren anstehende Titelverteidigungen gegen Brian Magee, Robert Stieglitz und Stanislaw Kaschtanow nicht zustande gekommen bzw. abgesagt worden, was von Sartison unter anderem mit einer Verletzung begründet worden war.
Am 21. April 2012 konnte er in Schwerin nochmals um den WBA-Weltmeistertitel im Supermittelgewicht boxen, verlor jedoch gegen den neuen Titelträger Károly Balzsay durch TKO in der zwölften Runde. Seinen letzten Kampf bestritt er am 24. August 2013 in Mönchengladbach.